# LKS Jankowy
LKS Jankowy – klub piłkarski z Jankowych został założony w 1968. Jednym z założycieli i wieloletnim prezesem był Jerzy Stempin.
W klubie występowało wielu zawodników  wcześniej związanych z polskimi, rosyjskimi i łotewskimi pierwszoligowymi klubami: Leszek Rusiecki, Andrzej Wojtkowiak, Aleksander Kowalski, Zdzisław Ośmiałowski, Zbigniew Miller, Przemysław Zając, Wadim Rogowskoj, Marcin Dymkowski, Jacek Bonia, Bogdan Pisz.
Obecnie spadkobiercą tradycji jest LKS Jankowy 1968 grający w sezonie 2025/26 w V lidze, gr. wielkopolskiej III. Honorowym prezesem jest legendarny założyciel pierwszego klubu w Jankowych Jerzy Stempin. Klub zaczął ponowne rozgrywki w sezonie 2004/05.
W sezonie 2008/09 klub LKS Jankowy 1968 występował w IV lidze.
Klub występował także pod nazwą Lignomat Jankowy.

## Sukcesy
- 2. miejsce w III lidze – 3 razy: 1996/97, 1997/98, 1998/99
- Gra w III lidze w latach 1990–2001
- Kaliski Puchar Polski – pięciokrotnie
- Gra w 1/16 finału Pucharu Polski – dwukrotnie

## Skład LKS Jankowy na sezon 2012/2013
zawodnicy grający od sezonu 2012/13 - *

### Bramkarze
- Ochnio Piotr
- Zając Przemysław

### Obrońcy
- Sebastian Olbrych
- Robert Radefeld
- Michał Murawski
- Marcin Szefner
- Kamil Mikołajczyk
- Kamil Kanclerz

### Pomocnicy
- Maciej Szefner
- Miłosz Szafner
- Marek Idziskowski
- Mateusz Sopart
- Damian Szymandera

### Napastnicy
- Piotr Stempin
- Jakub Klein